# TT212
| r · a | N5 · Z1 | ms | s |

| r · a | N5 · Z1 | ms | s |

TT212 (Theban Tomb 212) è la sigla che identifica una delle Tombe dei Nobili ubicate nell'area della cosiddetta Necropoli Tebana, sulla sponda occidentale del Nilo dinanzi alla città di Luxor, in Egitto. Destinata a sepolture di nobili e funzionari connessi alle case regnanti, specie del Nuovo Regno, l'area venne sfruttata, come necropoli, fin dall'Antico Regno e, successivamente, sino al periodo Saitico (con la XXVI dinastia) e Tolemaico.

## Titolare
TT212 era la tomba di:
| Titolare | Titolo                                         | Necropoli      | Dinastia/Periodo         | Note                                                                              |
| -------- | ---------------------------------------------- | -------------- | ------------------------ | --------------------------------------------------------------------------------- |
| Rawaben  | Scriba nel Luogo della Verità(artigiano reale) | Deir el-Medina | XIX dinastia (Ramses II) | all'estremo nord della valle, in alto nell'area in cui la collina si dirige a est |

## Biografia
Aldilà della semplice carica di Scriba, così come riportato nei rilievi della TT7, l'importanza di Ramose, quale scriba della necropoli, è attestata da tre tombe a lui intestate (oltre la TT7, la TT212 e la TT250), nonché da oltre un centinaio di monumenti che a lui fanno riferimento o che a lui sono espressamente dedicati. Di lui esistono tracce e riferimenti in almeno altre quattro tombe dell'area e veniva considerato tra i maggiorenti più ricchi del villaggio di Deir el-Medina. Ramose era figlio di Amenemhab, Segretario e Ufficiale Giudiziario di Corte, e Kakaia; marito di Mutemwia, figlia di Huy e Neferetkau,  Kenherkhepeshef fu suo figlio adottivo. Il primo incarico noto di Ramose fu di "Scriba nella casa di Men-Kheperu-Ra" ovvero del Tempio di Milioni di Anni di Thutmosi IV; a lui sono inoltre ascrivibili i titoli di: 
- Tesoriere capo nella casa di Men-Kheperu-Ra;
- Direttore d'amministrazione nel dipartimento del direttore della documentazione sigillata;
- Scriba contabile del bestiame di Amon-Ra;
- Assistente scriba per la corrispondenza del Principe ereditario;
- Servo nei domini di Amon-Ra;
- Amministratore dei domini funerari nei campi di Amon-Ra.

Per quanto attiene all'incarico indicato sulla sua tomba "fu nominato Scriba del Luogo della Verità nell'anno 5º, il 3º mese di akhet, giorno 10, del re dell'Alto e Basso Egitto Usermaatra-Setepenra, vita, prosperità a salute, il figlio di Ra, Ramses, amato da Amon" (da un ostrakon, oggi al Museo Egizio del Cairo, cat. CG25671).

## La tomba
Originariamente TT212, peraltro mai ultimata, era costituita da un cortile esterno che dava accesso a una cappella che presentava una profonda nicchia sul fondo. Attualmente, il cortile è indistinto e la cappella è crollata, sicché il complesso è ridotto alla sola nicchia di fondo. I pochissimi lacerti di pitture murali residui fanno riferimento a offerte da parte del defunto (2 in planimetria) agli dei Thot e Harsiesi (?) e (3) del defunto e della moglie dinanzi a Osiride e Iside. Sulla parete di fondo (4) il defunto inginocchiato con inni a Ra e una doppia scena di una dea dinanzi al dio Ptah e di Maat dinanzi a Ra-Horakhti; al centro una statua della dea Hathor (?) come vacca celeste.
Si è a conoscenza che nella cappella (1) era presente (e ne restano labilissime tracce) un dipinto di scene agricole con alberi da frutto e due contadini con aratro.
A Ramose sono inoltre intestate altre due tombe della stessa necropoli di Deir el-Medina: TT7 e TT250.

### Annotazioni
1. ↑  La numerazione dei locali e delle pareti segue quella di Porter e Moss 1927, p. 308.
2. ↑  La prima numerazione delle tombe, dalla numero 1 alla 253, risale al 1913 con l'edizione del "Topographical Catalogue of the Private Tombs of Thebes" di Alan Gardiner e Arthur Weigall. Le tombe erano numerate in ordine di scoperta e non geografico; ugualmente in ordine cronologico di scoperta sono le tombe dalla 253 in poi.
3. ↑  I campi della Duat, ovvero l'aldilà egizio, si trovavano, secondo le credenze, proprio sulla riva occidentale del grande fiume.
4. ↑  Nella sua epoca di utilizzo, l'area era nota come "Quella di fronte al suo Signore" (con riferimento alla riva orientale, dove si trovavano le strutture dei Palazzi di residenza dei re e i templi dei principali dei) o, più semplicemente, "Occidente di Tebe".
5. ↑  le Tombe dei Nobili, benché raggruppate in un'unica area, sono di fatto distribuite su più necropoli distinte.
6. ↑  Le note, sovente di inquadramento topografico della tomba, sono tratte dal "Topographical Catalogue" di Gardiner e Weigall, ed. 1913 e fanno perciò riferimento alla situazione dell'epoca.
7. ↑  Set-Maat = "Luogo della Verità" era uno dei nomi con cui era noto il villaggio operaio di Deir el-Medina. Il villaggio era anche noto come Pa-demi, ovvero, semplicemente, "il villaggio".
8. ↑  Tracce di Ramose:
  - TT336 dello scultore Neferrenpet: Ramose e sua moglie Mutemwia, talvolta abbreviata in Wia, recano offerte allo scriba reale Huy, fratello di Neferrenpet e padre di Mutemwia;
  - TT219 di Nebenmaat, Servo nel Luogo della verità, ma il testo, riportato da Bruyere 1952, è oggi perso;
  - TT4 dello scultore Ken, in cui il Visir Paser (TT106) e lo Scriba reale Ramose offrono libagioni a Maat;
  - TT10 di Penbui e Kasa, servi del Luogo della Verità, in cui Paser e Ramose, dinanzi a Ramses II, offrono libagioni a Ptah e Hathor.
9. ↑  Una tavola di offerte, oggi al Museo del Louvre di Parigi (cat. E.13998), reca i nomi di Ramose e Khenirkhopshef, si ritiene provenga dalla TT7 e testimonia di tale adozione.
10. ↑  Si tratta di un piccolo locale di 1,55 m di larghezza x 1,60 di profondità x 1,90 di altezza. La cappella, oggi non più esistente, era invece di 3,90 m di larghezza x 2 di profondità.
11. ↑  Con la TT217 di Ipuy, e la TT266 di Amennakht, è una delle rare scene di vita quotidiana, in special modo di lavori dei campi, rappresentate in tombe dell'area di Deir el-Medina.
12. ↑  Le tre tombe fatte realizzare da Ramose avevano, molto verosimilmente, differenti destinazioni: la TT7 fu quella a lui riservata, mentre la TT250 era destinata alla sepoltura delle maestranze che servivano nelle sue proprietà di sesso femminile (tanto che la tomba è spesso anche indicata come "tomba delle schiave"); non altrettanto chiara la destinazione della TT212 rimasta in fase iniziale di realizzazione. Per estensione si è ritenuto che potesse essere prevista per la servitù di casa di sesso maschile. Una delle tombe era sormontata da un Pyramidion, oggi al Museo Egizio di Torino, il cui testo è stato tradotto, nell'ambito del Progetto Rosetta, da Jean-Jacques Charlet nel 2009.

### Fonti
1. ↑  Porter e Moss 1927,  p. 309.
2. ↑  Gardiner e Weigall 1913.
3. ↑  Donadoni 1999,  p. 115.
4. ↑  Gardiner e Weigall 1913, p. 34.
5. ↑  Tosi 2005, , Vol. II, p. 152.
6. ↑  Gardiner e Weigall 1913, pp. 34-35.
7. ↑  Gardiner e Weigall 1913, p. 35.
8. ↑  Bruyere 1952,  p. 18.
9. ↑  Exell 2006.
10. ↑  Cerny 2004.
11. ↑  Porter e Moss 1927,  p. 309, confermata in edizione del 1970.
12. ↑  Porter e Moss 1927,  p. 15.
13. 1 2  Porter e Moss 1927,  p. 307.